# Xian d'Aba
Pour les articles homonymes, voir Aba et Ngaba (homonymie).

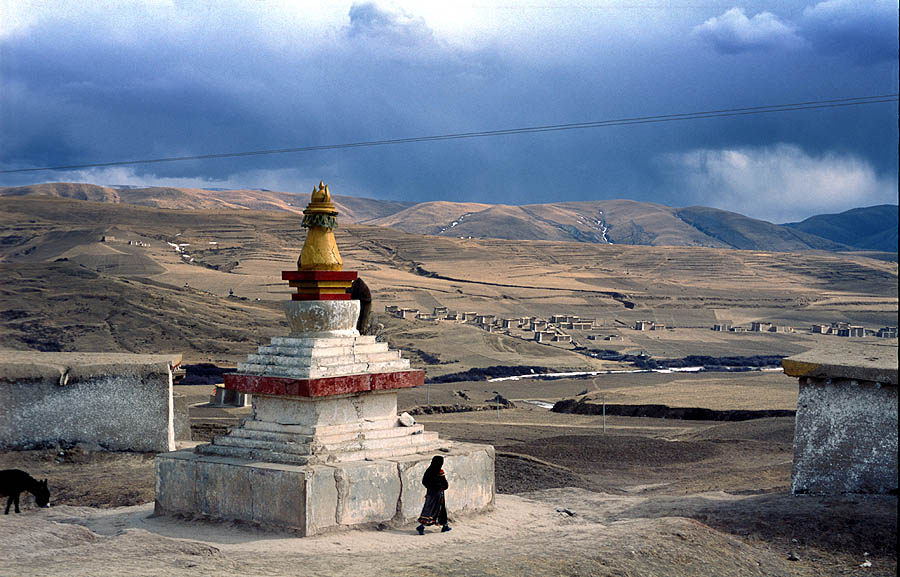
Chorten, monument du bouddhisme tibétain

Le xian d'Aba (ou Ngawa ou Ngaba) (阿坝县 ; pinyin : Ābà Xiàn) est un district administratif de la province du Sichuan en Chine. Il est placé sous la juridiction de la préfecture autonome tibétaine et qiang d'Aba.

## Démographie
La population du district était de 58 505 habitants en 1999.

## Conflit
En 2011, au moins 11 Tibétains ont été arrêtés après la mort d'un moine qui s'est immolé par le feu en signe de protestation contre les politiques gouvernementales. Ils risquent la torture et d'autres mauvais traitements. Le 16 mars 2011, un moine de 20 ans tibétain appelé Rigzen Phuntsog, s'est immolé sur un marché de Ngaba en signe de protestation contre la politique répressive du gouvernement chinois au Tibet. Il est décédé à l'hôpital au début de la matinée du 17 mars. Après l'auto-immolation de Phuntsok, des centaines de moines du même monastère, le monastère de Kirti, et d'autres résidents locaux ont organisé une autre manifestation. Plusieurs d'entre eux ont été brièvement détenus et de nombreux autres ont depuis été placé en détention.